# Benno Magnusson
Benno Magnusson (* 4. února 1953, Ålem) je bývalý švédský fotbalista, záložník. Jeho starším bratrem je švédský fotbalový reprezentant Roger Magnusson.

## Fotbalová kariéra
Začínal ve Švédsku v Åtvidabergs FF, se kterým získal dva mistrovské tituly a jedno vítězství v poháru. Od roku 1973 hrál 3 sezóny německou bundesligu za týmy 1. FC Kaiserslautern a Hertha BSC. V roce 1976 se vrátil do švédské ligy do Åtvidabergs FF. Od roku 1977 hrál 8 let za Kalmar FF. Kariéru končil v nižších soutěžích v týmu Jenny Vastervik. V Poháru mistrů evropských zemí nastoupil ve 2 utkáních, v Poháru vítězů pohárů nastoupil v 7 utkáních a dal 2 góly a v Poháru UEFA nastoupil v 5 utkáních. Za švédskou fotbalovou reprezentaci nastoupil v letech 1973–1981 v 11 utkáních. Byl členem švédské fotbalové reprezentace na Mistrovství světa ve fotbale 1974, nastoupil ve 2 utkáních. 

## Ligová bilance
| Ročník                                 | Zápasy | Góly | Klub                 |
| -------------------------------------- | ------ | ---- | -------------------- |
| 1. švédská liga 1971                   | 4      | 0    | Åtvidabergs FF       |
| 1. švédská liga 1972                   | 22     | 7    | Åtvidabergs FF       |
| 1. švédská liga 1973                   | 26     | 4    | Åtvidabergs FF       |
| Německá fotbalová Bundesliga 1973/1974 | 16     | 0    | 1. FC Kaiserslautern |
| Německá fotbalová Bundesliga 1974/1975 | 10     | 1    | Hertha BSC           |
| Německá fotbalová Bundesliga 1975/1976 | 12     | 0    | Hertha BSC           |
| 1. švédská liga 1976                   | 12     | 0    | Åtvidabergs FF       |
| 1. švédská liga 1977                   | 26     | 3    | Kalmar FF            |
| 1. švédská liga 1978                   | 26     | 6    | Kalmar FF            |
| 1. švédská liga 1979                   | 26     | 5    | Kalmar FF            |
| 1. švédská liga 1980                   | 26     | 4    | Kalmar FF            |
| 1. švédská liga 1981                   | 26     | 8    | Kalmar FF            |
| 1. švédská liga 1982                   | 14     | 5    | Kalmar FF            |
| 2. švédská liga 1983                   | 18     | 6    | Kalmar FF            |
| 1. švédská liga 1984                   | 7      | 0    | Kalmar FF            |
| CELKEM Německá fotbalová Bundesliga    | 36     | 1    |                      |
| CELKEM 1. švédská liga                 | 217    | 42   |                      |